# Fiat 1100 Musone
La Fiat 1100 musone è una berlina derivata dalla "508 balilla", uscita nel 1937 e inizialmente nota come "508 c", ma in seguito migliorata e presentata nelle versioni 1100A, 1100B e 1100E dal 1939 al 1953, quando fu sostituita dalla 1100/103.

## Storia
La Fiat 508 C fu introdotta per la prima volta nel 1937. Era azionata da un motore a 4 cilindri da 1.089 cc anziché dalla precedente unità da 1 litro della Balilla. La potenza è salita di un terzo, a 32 CV (24 kW) e 4.000 giri / min. La trazione era posteriore attraverso un cambio di 4 marce, e, per il periodo, il suo comfort, il comportamento dinamico e le prestazioni erano prodigiosi, rendendola "la sola auto della gente che era anche l'auto di un guidatore". Insolite per un'auto del tempo dal prezzo contenuto erano le sospensioni anteriori indipendenti, mentre le ruote posteriori erano interconnesse da un asse rigido con ammortizzatori a balestra. Secondo il produttore la velocità massima era 110 km / h (68 mph).

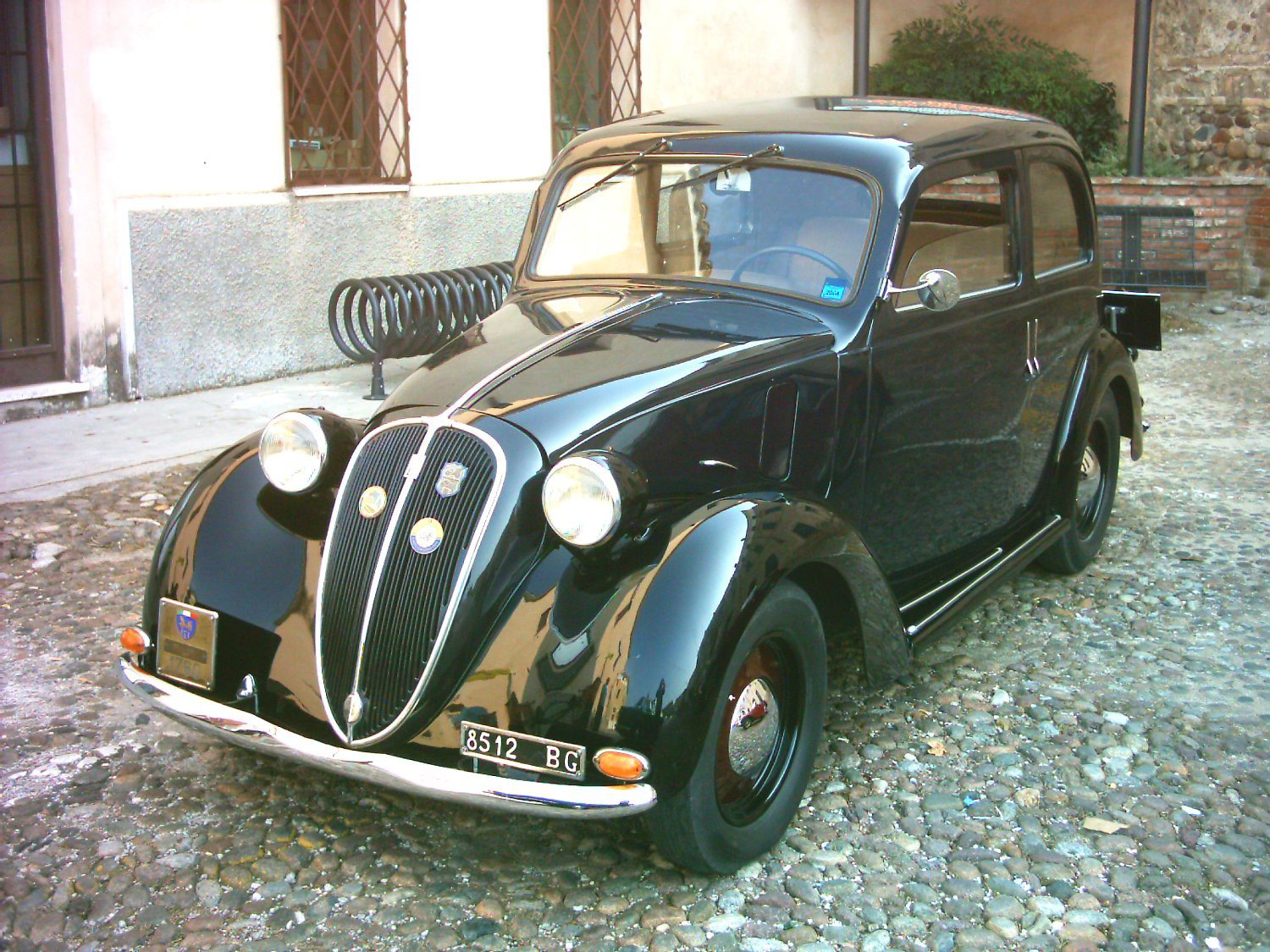
Fiat 508 C

Lo stile esterno ricorda la Fiat 1500 del 1935 e la "Topolino" del 1936, con la tipica griglia anteriore a forma di cuore della metà degli anni '30. La principale versione del telaio per la Fiat 508 C era una berlina senza colonne a 4 porte con 4 finestrini laterali (due su ciascun lato) le cui posteriori a vento. Altre versioni elencate dalla Fiat erano una berlina cabrio a 4 porte (berlina con tetto pieghevole, basata sul modello standard a 4 porte), una torpedo a 4 porte, una cabriolet a 2 porte e 4 posti, e, per un breve periodo , una spider a 2 porte e 2 posti costruita dalla Carrozzeria Viotti.

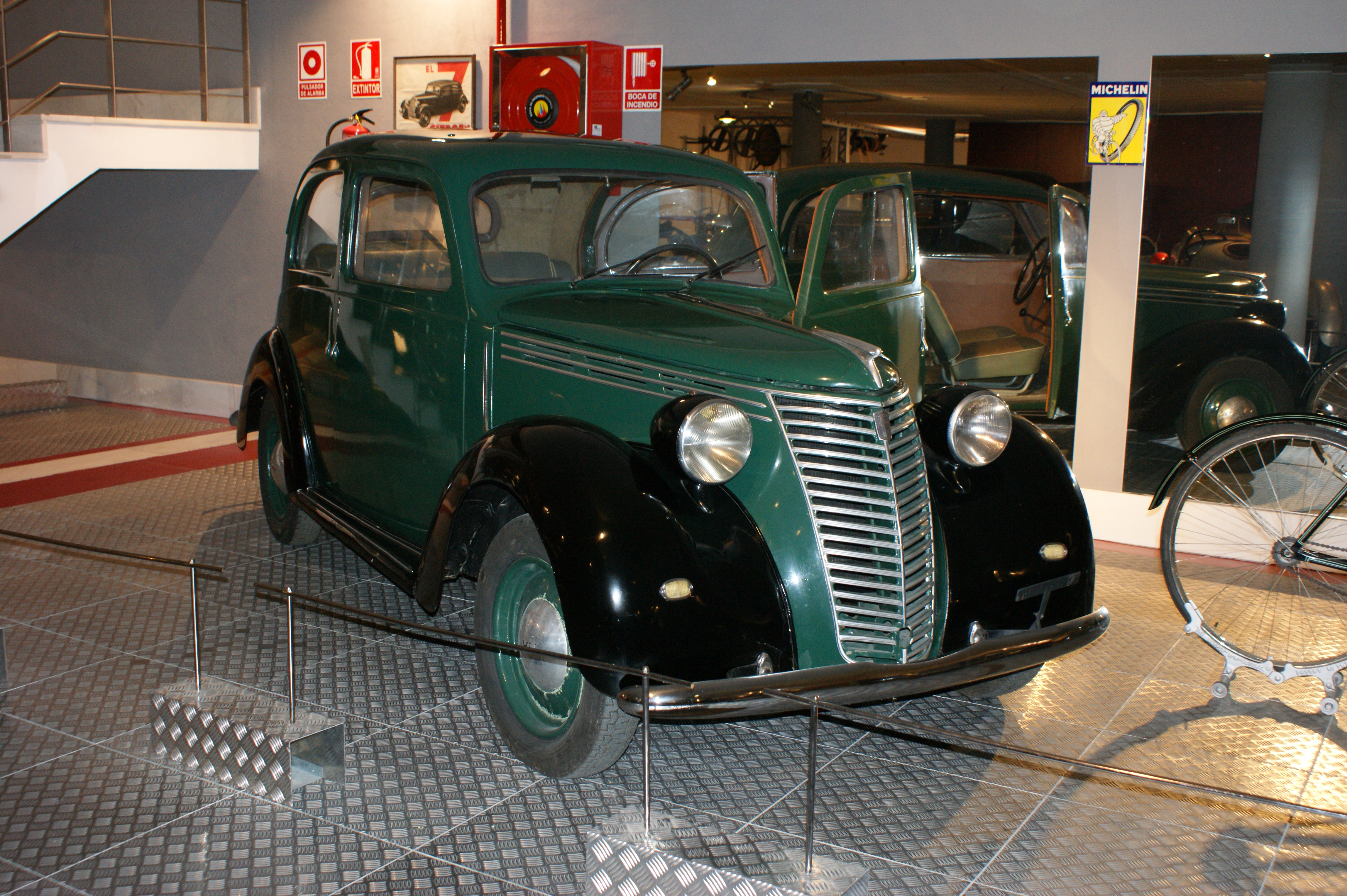
La 1100 musone

Nel 1938 la Fiat mise in vendita una variante a sei posti a passo lungo, denominata 508 L. Oltre all'interasse esteso da 2700 mm a 2800 mm o 106,3 pollici, altre differenze rispetto alla 508 C erano ruote e pneumatici più larghi (5.50-15 invece di 5.00-15) e un rapporto di trasmissione finale più corto, che riduceva la velocità massima a 95 km / h. La 508 L fu venduta come una berlina a 4 porte e 6 finestre, senza pilastro e con portiere a vento come la 508 C, in grado di trasportare sei passeggeri grazie a due sedili pieghevoli. Inoltre c'era una versione di taxi a 4 porte, 6 finestre (Tassì), che differiva per le quattro porte incernierate ad un montante centrale e una divisione tra il guidatore ed i passeggeri.  La 508 L costituiva anche la base per due veicoli commerciali leggeri, un furgone (nome italiano 508 L Furgoncino) e un cassonato  (508 L Camioncino).

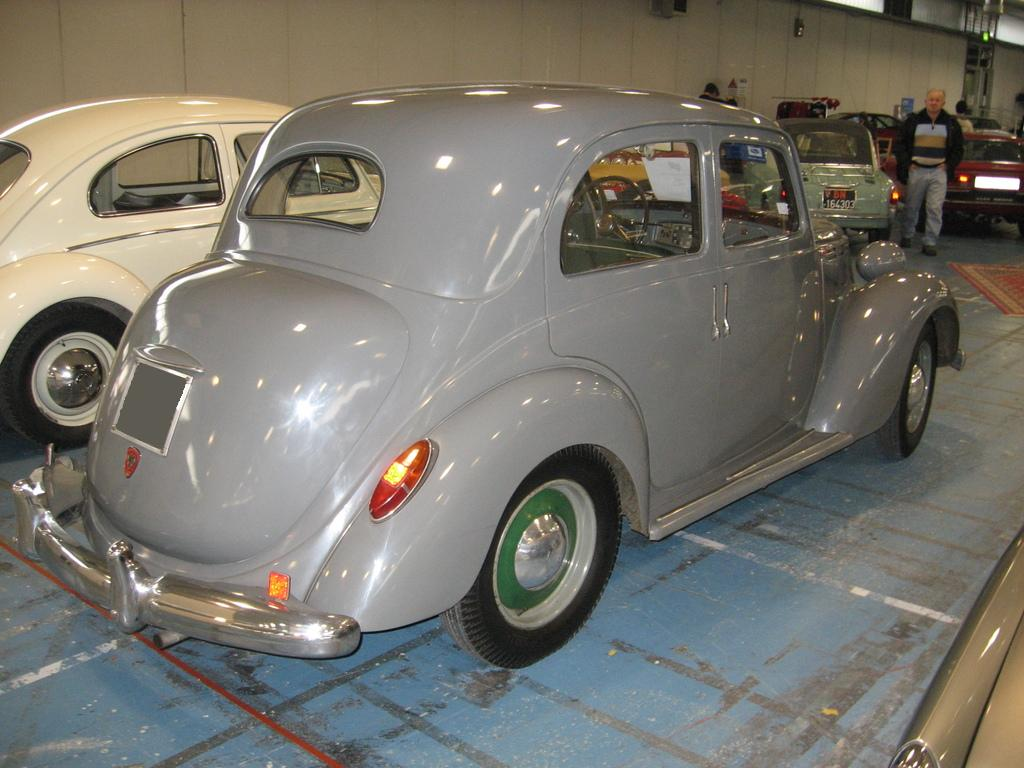
Vista posteriore

Nel 1939 l'auto subì un restyling del frontale e divenne la Fiat 1100 A. L'auto aveva guadagnato una griglia più alta e appuntita, da lì il soprannome popolare di 1100 musone, con barre cromate orizzontali e con le tre superiori che si estendono all'indietro sulle feritoie del cofano motore ridisegnato. Gli stili di carrozzeria disponibili erano sei, tutti ripresi dal modello precedente: berlina, berlina cabrio, cabriolet, berlinetta sportiva, berlina a passo lungo e taxi. Non sono state apportate modifiche significative alle meccaniche della vettura.
Dopo la seconda guerra mondiale, nel 1948, la 1100 A ricevette alcuni aggiornamenti meccanici e interni e fu ribattezzata 1100 B. Il motore revisionato di tipo 110 B produceva 35 CV (26 kW) a 4.400 giri / min grazie a una maggiore entrata e collettori di scarico e un carburatore più grande da 32 mm di diametro. Internamente c'era un volante a due raggi invece del precedente a tre, nuova strumentazione e nuovo assetto. La 1100 B era disponibile come berlina, berlina a passo lungo, taxi, furgone, camioncino e la versione adibita sia al trasporto di cose che persone, denominata "1100B furgone-giardiniera": sulla carrozzeria del furgone interamente metallico fu montato un sedile posteriore per tre persone e vetrati i lati apribili, ovviamente si riduceva il piano di carico, che restava furgonato. In totale ne furono realizzate 25.000 tra il 1948 e il 1949. 
Dopo un anno, nel 1949, nacque la 1100 E. La differenza più evidente era l'applicazione di un bauletto posteriore che celava la ruota di scorta, a vista nel precedente modello, e l'introduzione del cambio al volante. Anche in questo caso le versioni disponibili erano le stesse del modello B, compreso il furgone-giardiniera.

### 508 C Mille Miglia

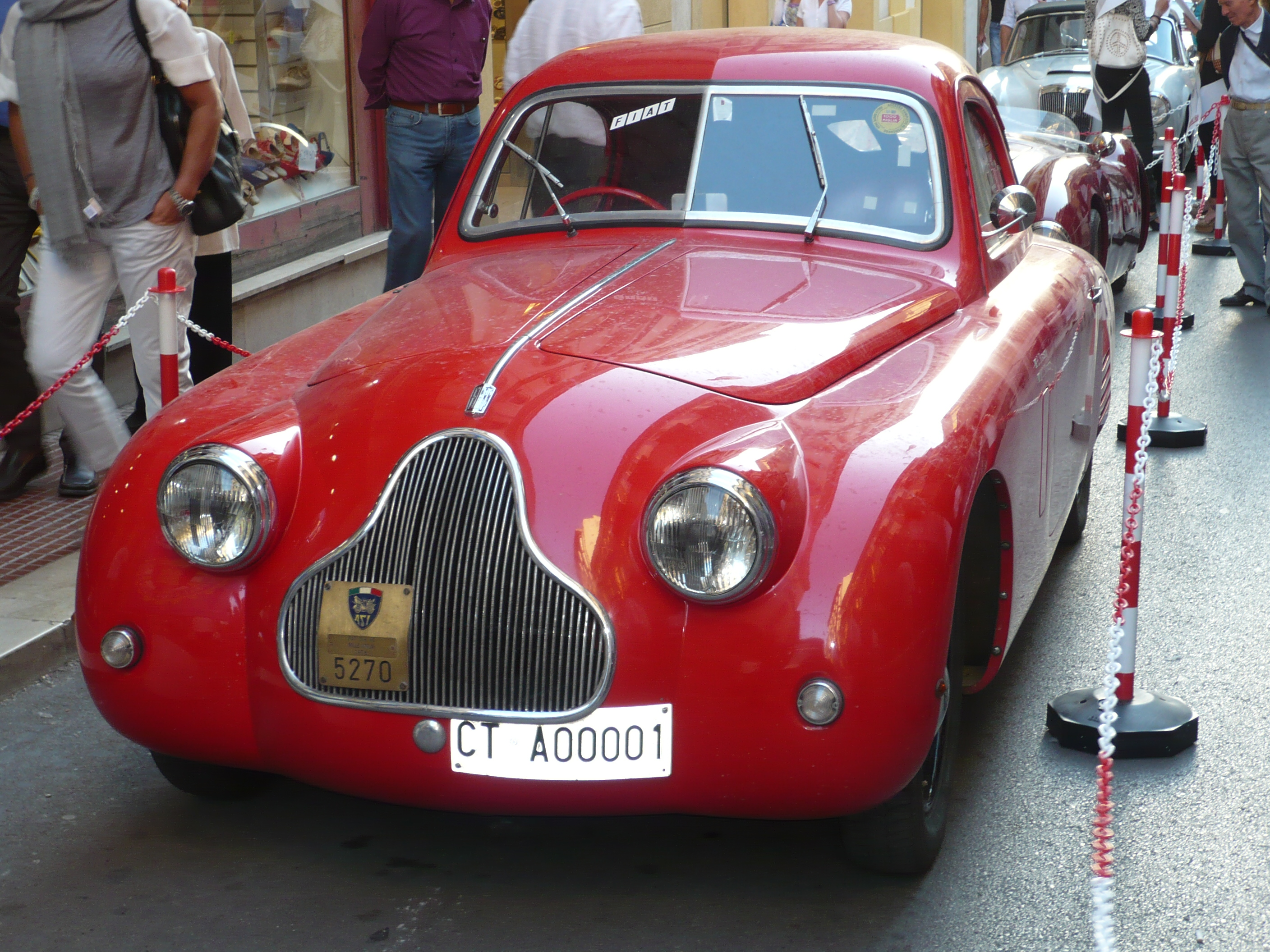
Vista frontale della 508 C MM

La Fiat 508 C Mille Miglia era un'auto sportiva berlinetta a 2 porte, a 2 posti basata sul telaio e sul motore 508 C, prodotta nel 1938 e nel 1939. Alla Mille Miglia del 1938, la debuttante 508 C MM vinse la sua classe, registrando una velocità media di 112 km / h (70 mph) e 16 ° posto complessivo.
Il nuovo corpo del coupé aveva una forma particolare ma altamente aerodinamica, caratterizzato da una linea del tetto piatta e allungata, una coda tronca e alcuni tratti molto moderni come una linea di parafango ininterrotta e fianchi lisci: per prima su una Fiat. Dato che il modello Mille Miglia è stato sviluppato principalmente per aiutare a promuovere la nuova 508 C competendo nelle corse automobilistiche, il telaio doveva essere trasferito dalla berlina e non poteva essere abbassato o modificato per ridurre l'area frontale. Pertanto, al fine di aumentare la velocità massima della vettura, l'Ufficio tecnico vetture della Fiat (guidato da Dante Giacosa) ha dovuto ottimizzare la forma del corpo per abbassare il coefficiente di resistenza, anche a costo di sacrificare la visibilità. Secondo Giacosa l'ispirazione per il corpo della coupé sportiva deriva dall'osservare che durante il test un prototipo di Topolino furgone poteva raggiungere una velocità massima più elevata rispetto alla berlina su cui si basava. La forma del corpo è stata quindi perfezionata utilizzando un numero di modelli in scala 1: 5 e la galleria del vento dell'Università del Politecnico di Torino.

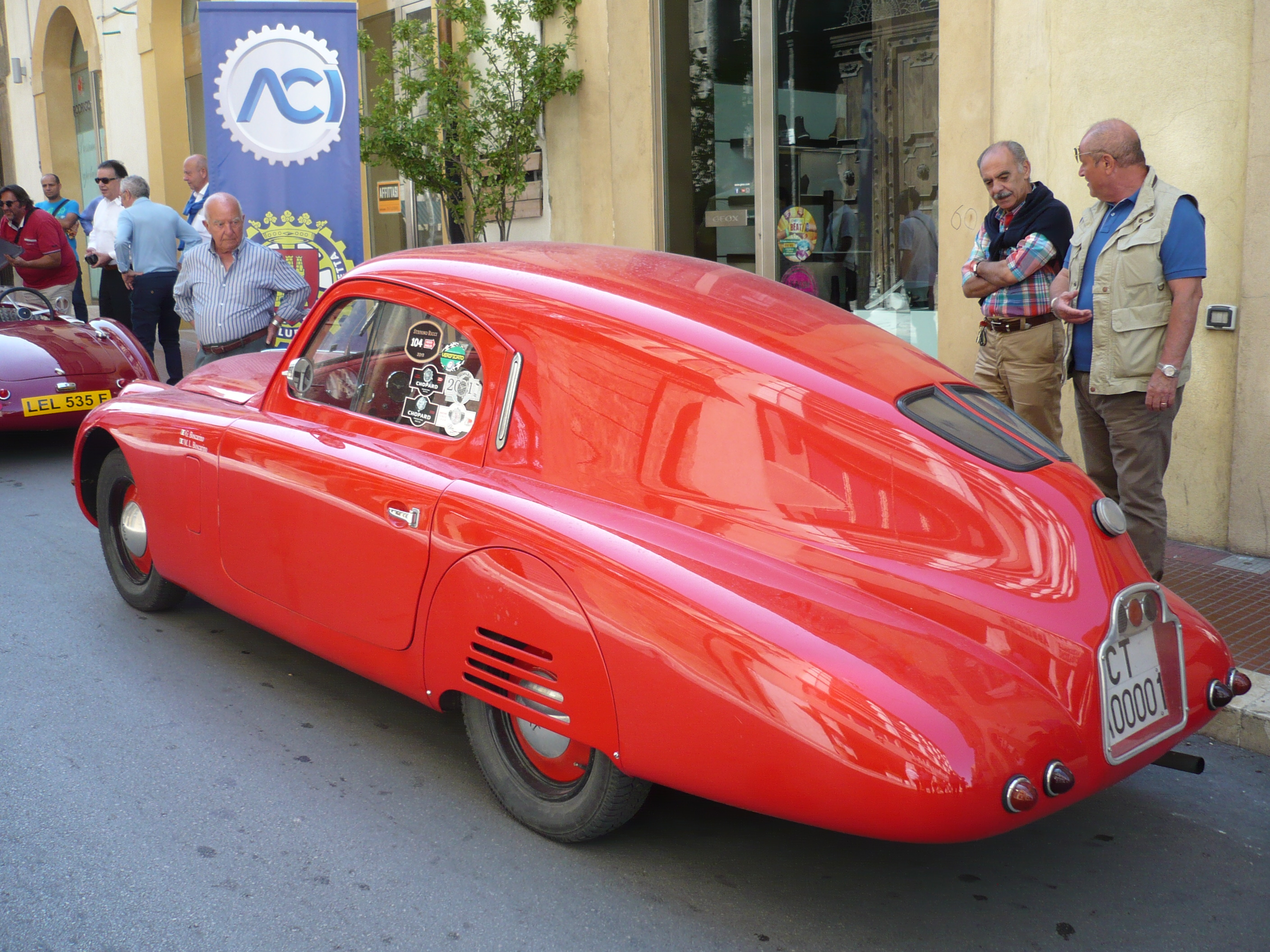
Vista posteriore

Il motore da 1,089 cc aveva un carburatore Zenith 32 VIMB più grande, un rapporto di compressione 7: 1 e altri miglioramenti; ora rinominata 108 C MM, ha prodotto 42 CV (31 kW) a 4.400 giri / min rispetto a 32 CV dello standard 508 C. Grazie al corpo aerodinamico e leggero e al motore più potente, la velocità massima era di 140 km / h, notevole per un'auto di 1,1 litri di quelle dimensioni e peso..
Per il 1939 la forma del corpo fu ulteriormente sviluppata, cambiando la fine davanti (adesso con un trilobate invece di grata di focolare) ed esagerando la forma di goccia della retroguardia.

### 1100 S

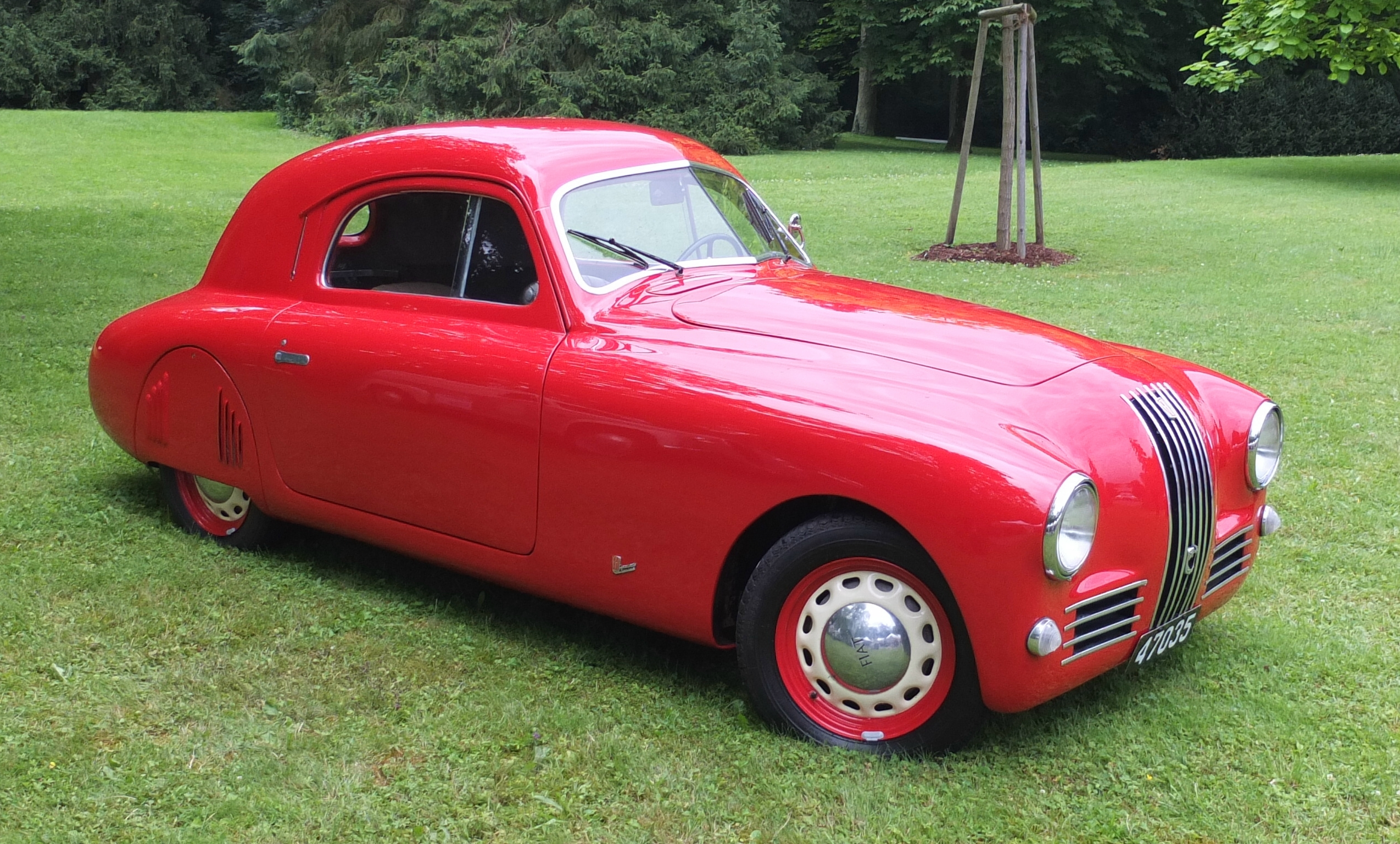
Fiat 1100 S

Dal 1947 al 1950 costruirono di nuovo un coupé da competizione, ma questa volta in serie (401 pezzi): la Fiat 1100 S. Il corpo, progettato da Dante Giacosa, corrispondeva approssimativamente a quello del modello Mille Miglia, senza paraurti e con ruote posteriori carenate. La potenza del motore, che deriva dalla Cisitalia 202, era di 51 CV, facendo raggiungere alla macchina la velocità massima di 150 km / h. Il miglior risultato raggiunto nella Mille Miglia si è avuto nell'edizione del 1948 con il 3º posto, mentre nella nuova Mille Miglia che si tiene tra auto uscite non dopo il '57 è arrivata 8ª nel 2016

## Galleria d'immagini

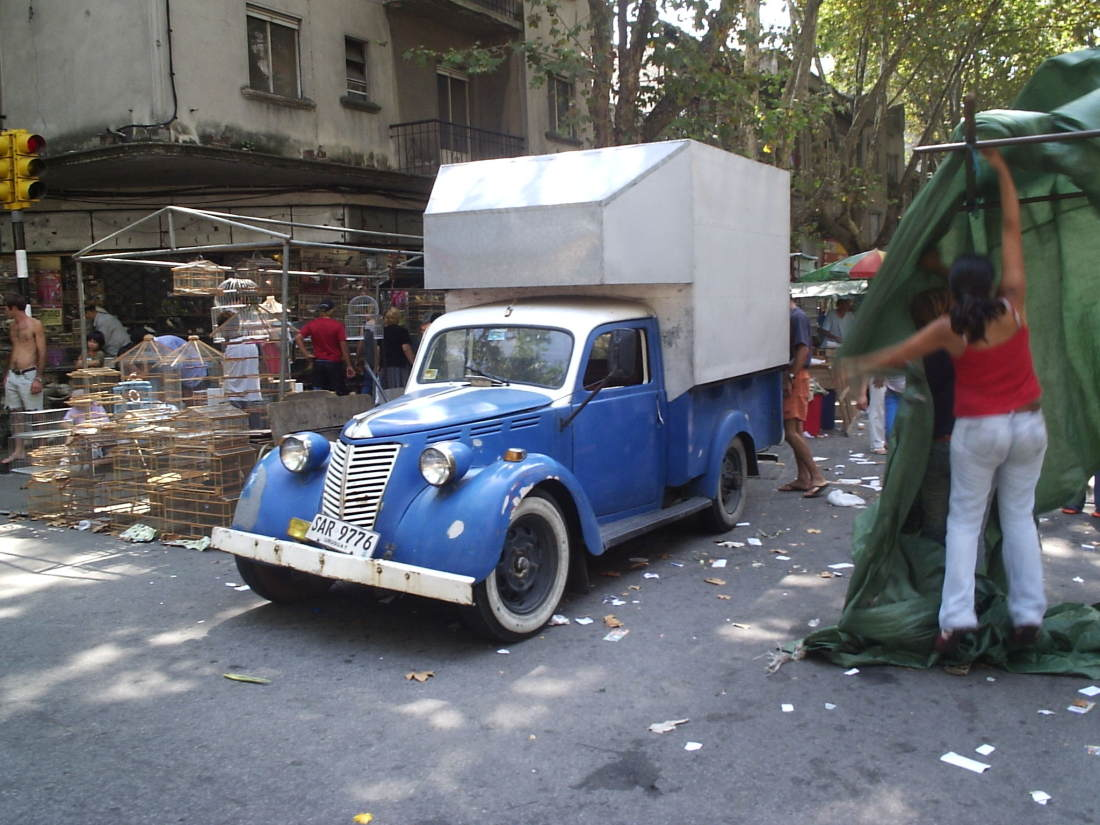
Versione furgonata della 1100 f
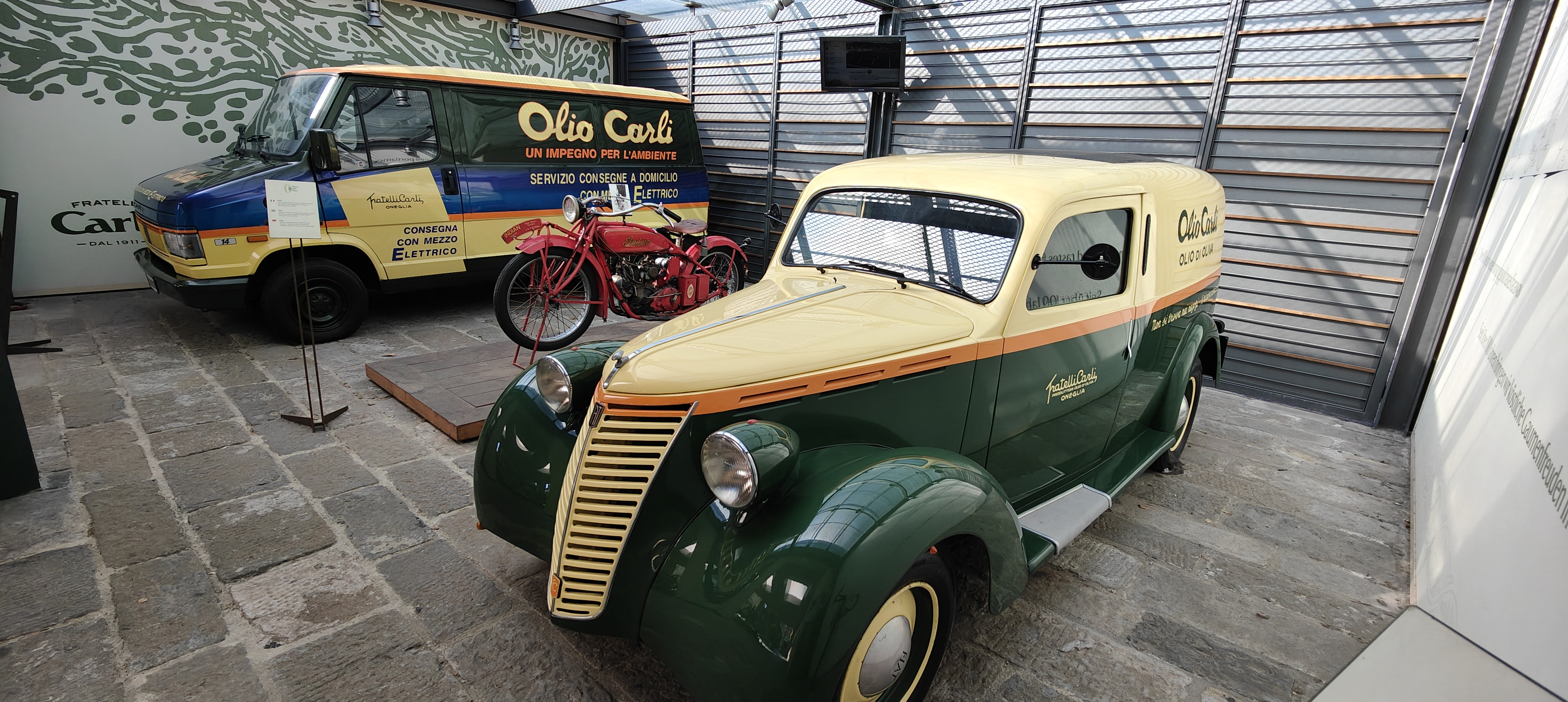
Fiat 1100B del 1946 in esposizione usato dall'Olio Carli
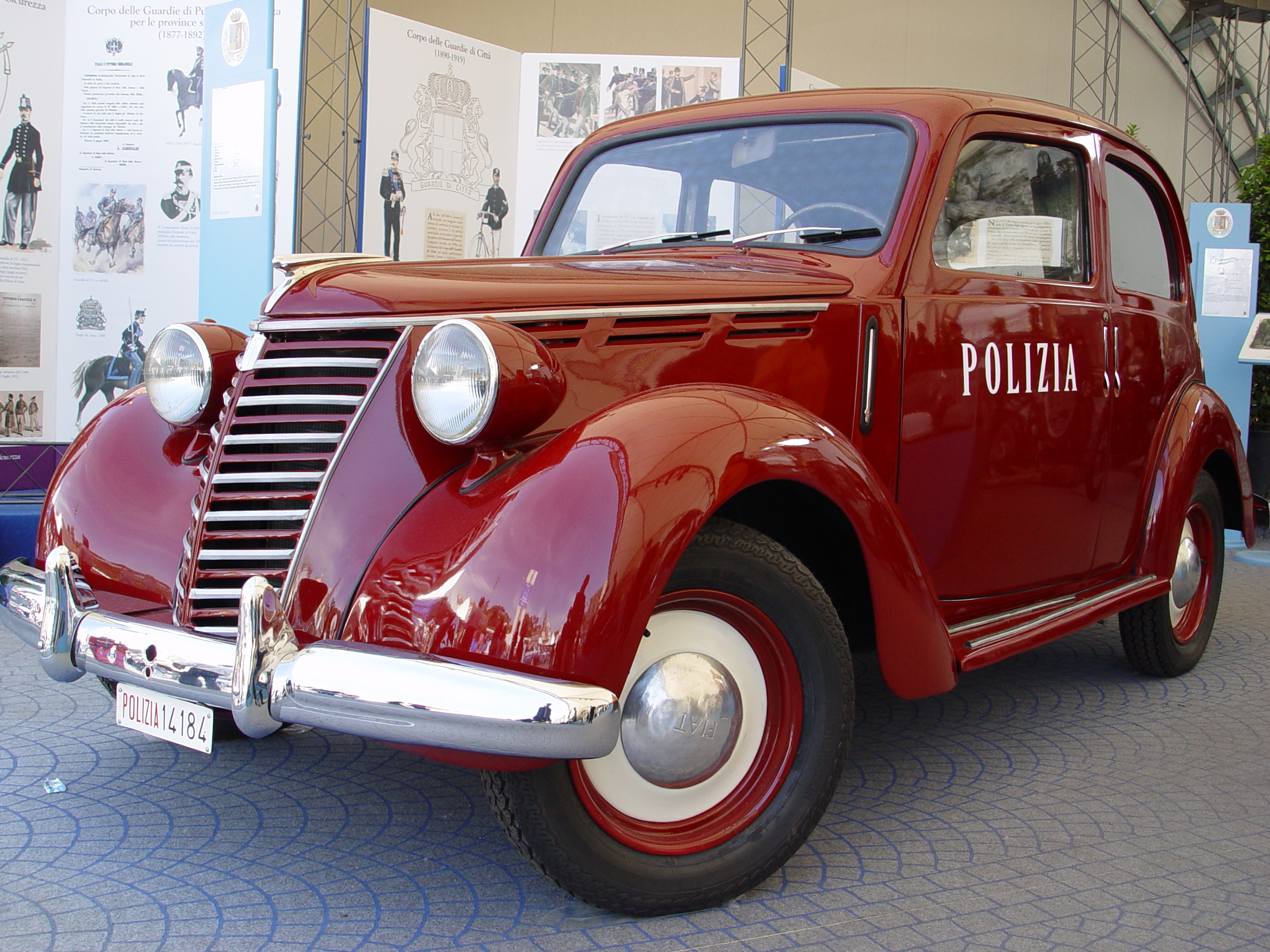
Versione impiegata dalla polizia
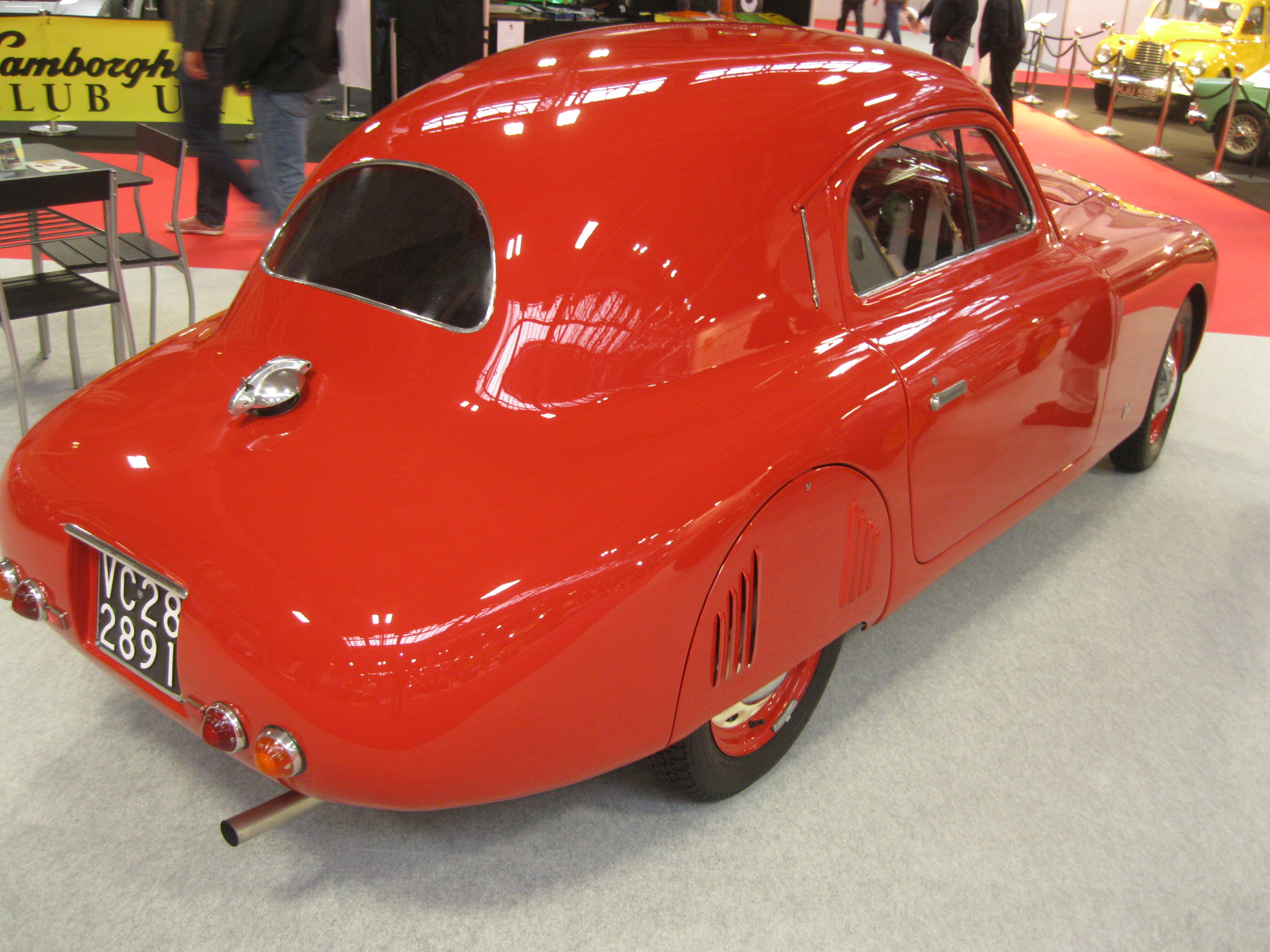
Vista posteriore della Fiat 1100 S
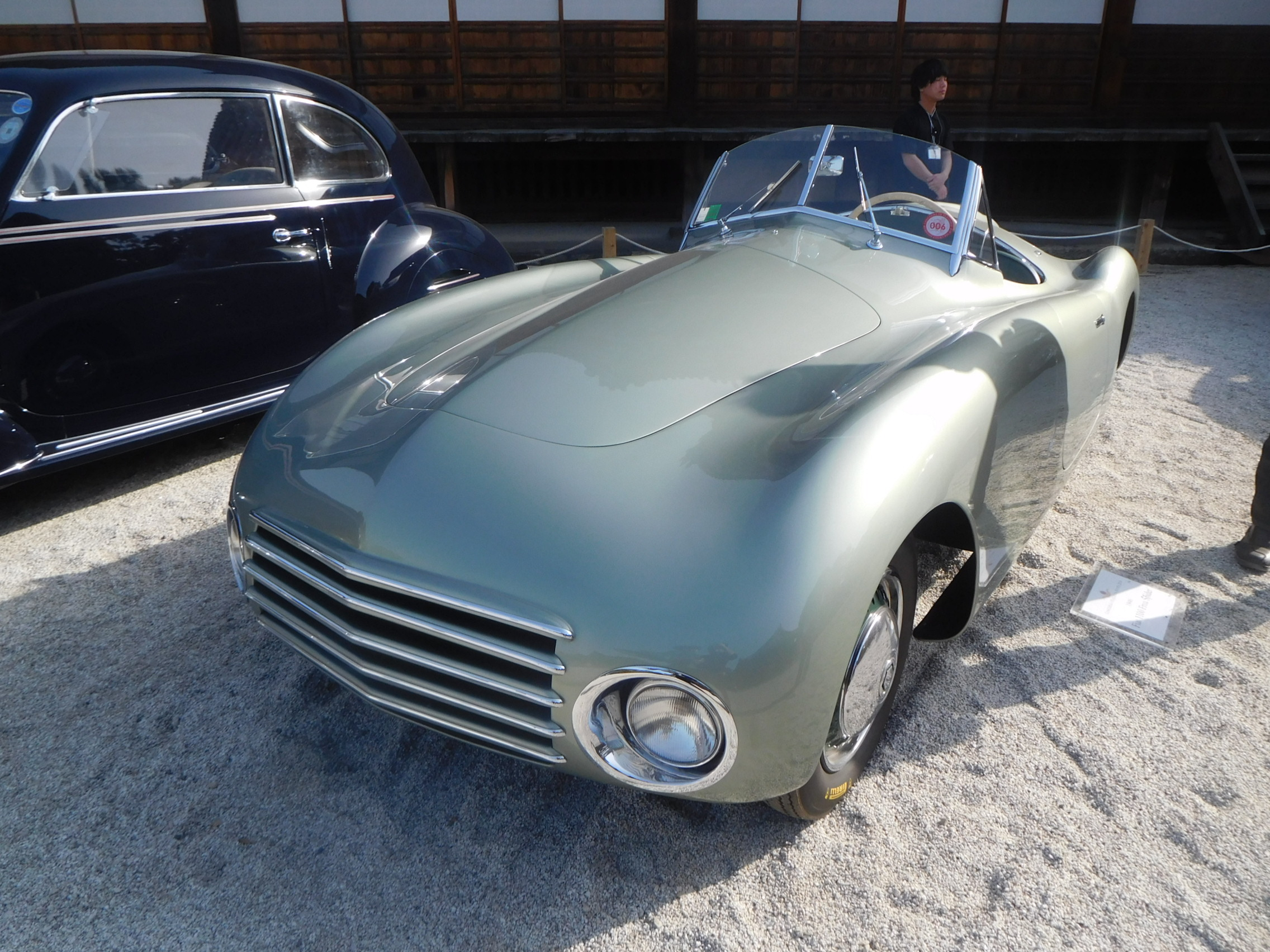
Versione della 1100 S realizzata da Pietro Frua
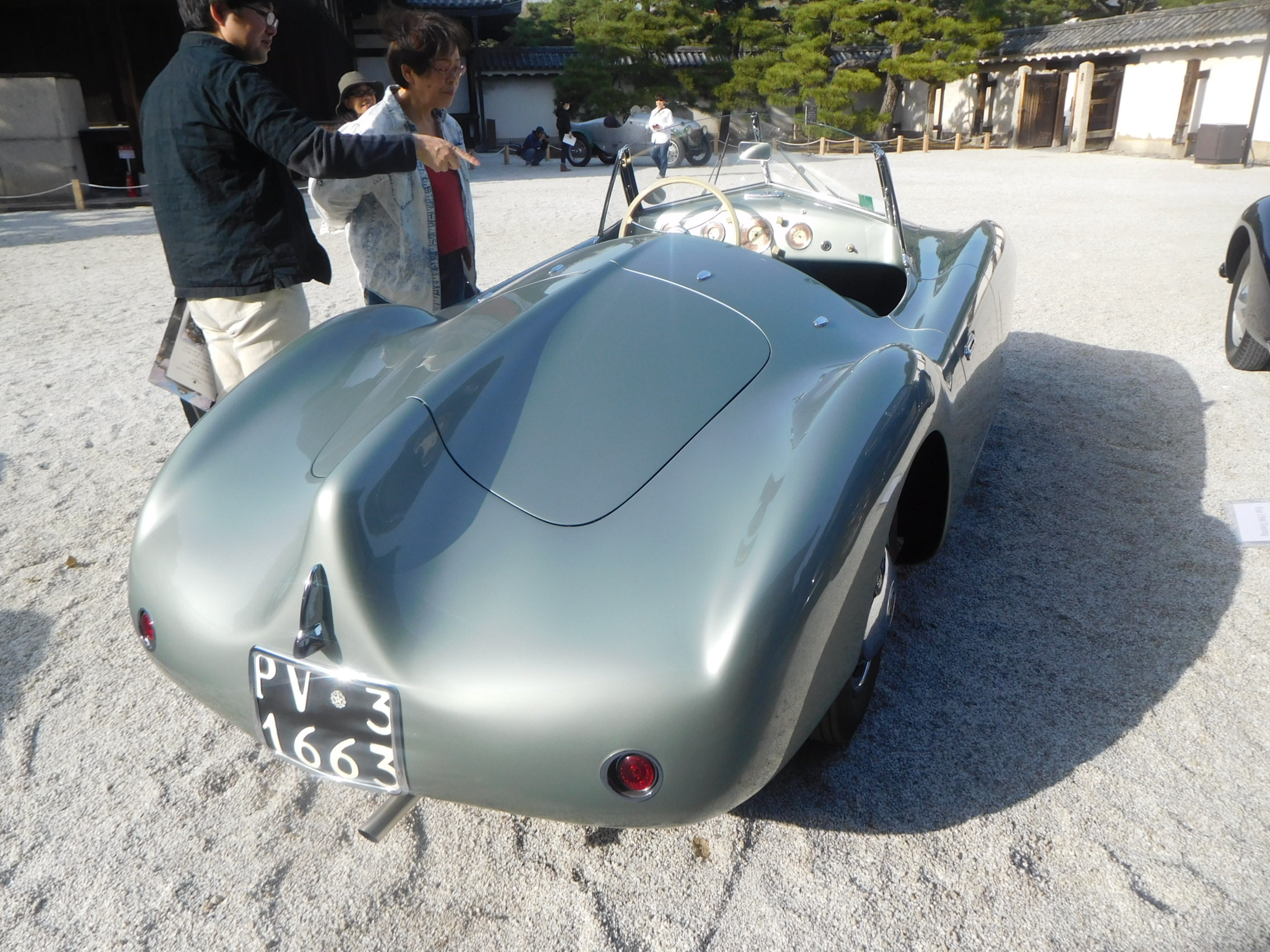
Vista posteriore della versione di Frua
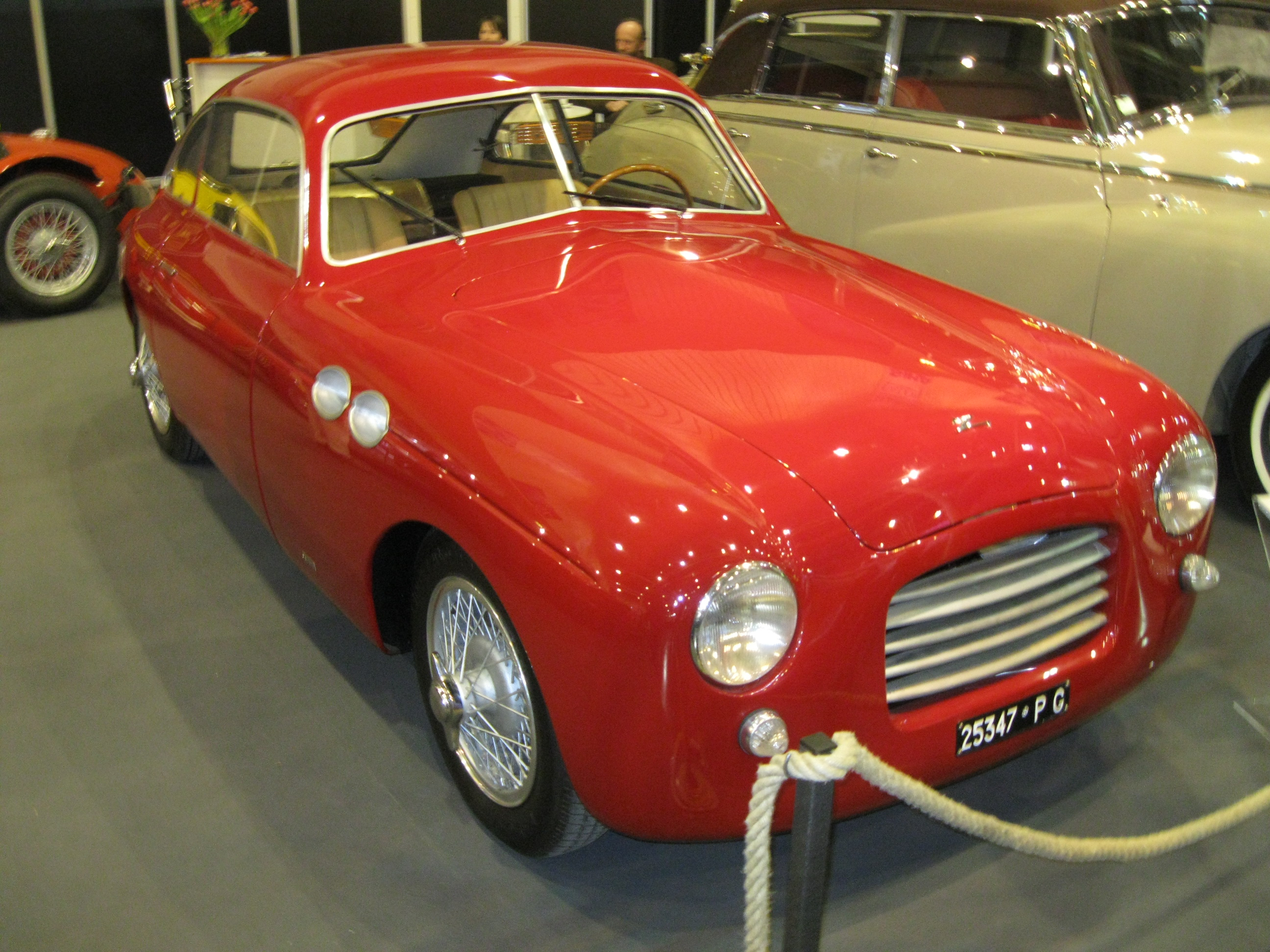
Versione della 1100 S realizzata dalla Zagato
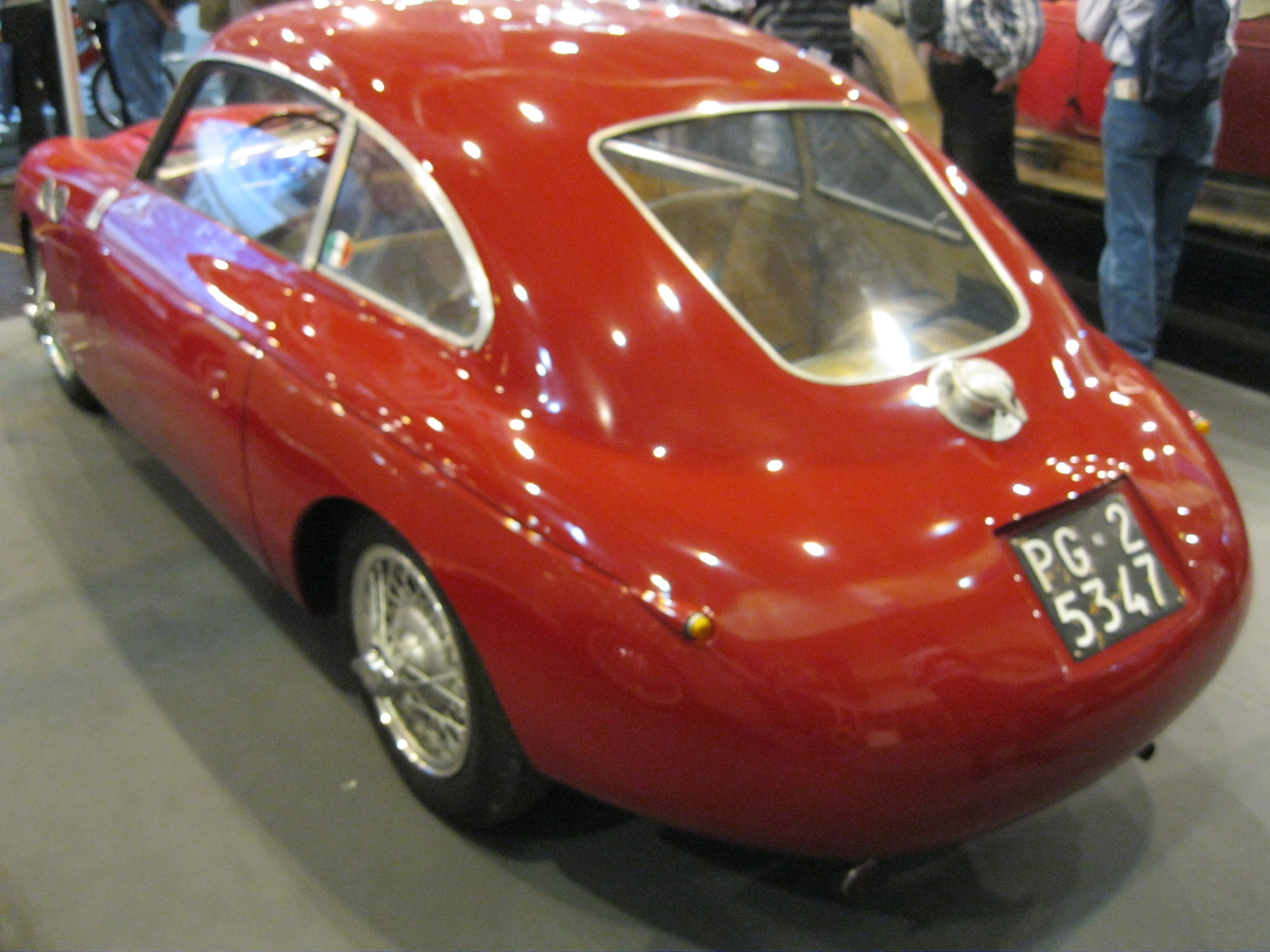
Vista posteriore della versione Zagato